# The Captains' Return
The Captains' Return est une sculpture publique en bronze représentant Meriwether Lewis, William Clark et le chien Seaman située à Saint-Louis, dans le Missouri, aux États-Unis. Commandée pour le bicentenaire du retour dans la ville de l'expédition Lewis et Clark, elle est l'œuvre d'Harry Weber. Située sur le bord du Mississippi, d'abord à proximité du pont Eads, où elle est régulièrement submergée, elle est déplacée plus près de la Gateway Arch en 2015. Elle n'est pas protégée au sein du parc national de Gateway Arch voisin.